# 国鉄ワフ29000形貨車

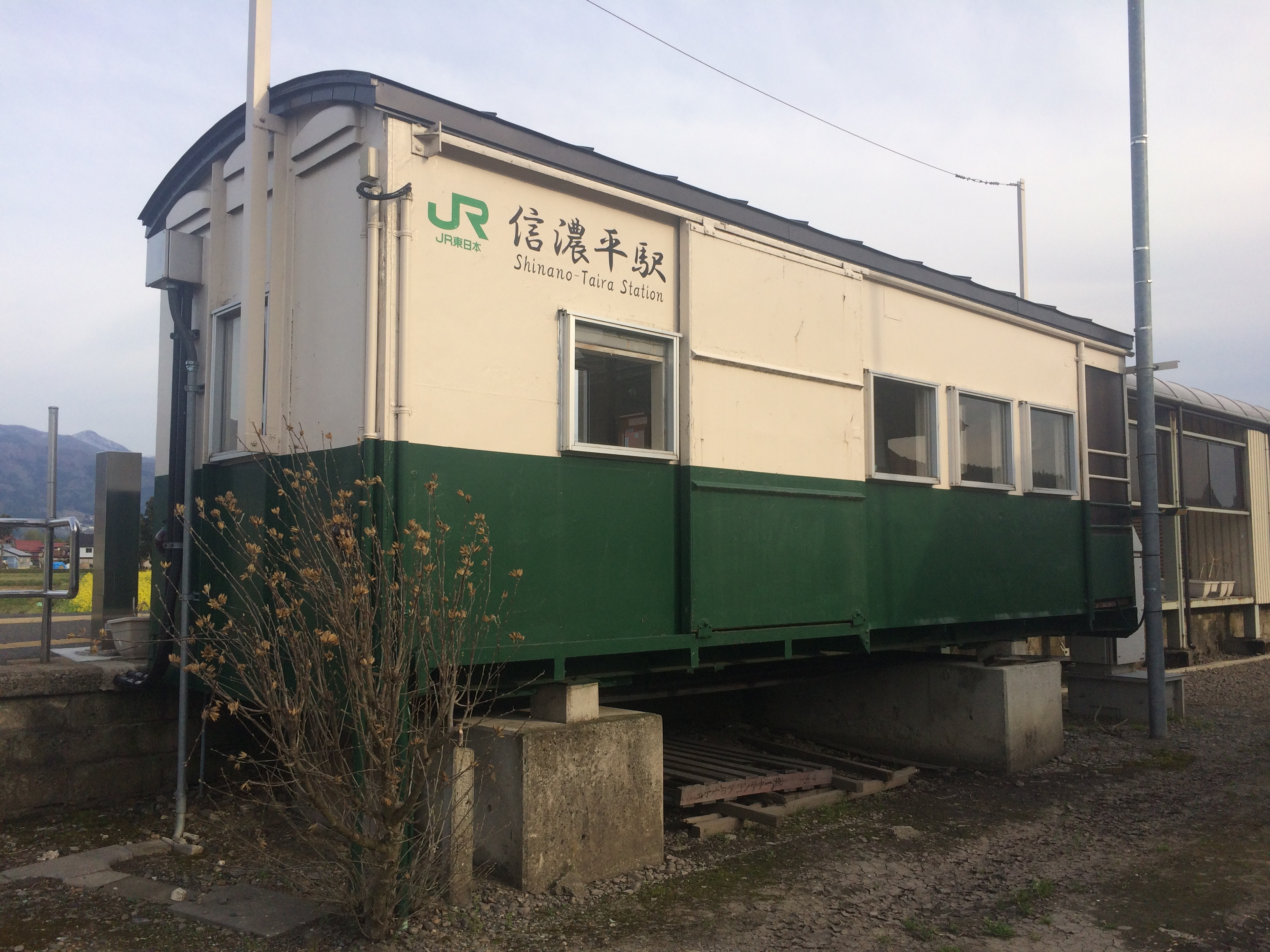
廃車となったワフ29000形の駅舎への転用例（信濃平駅）

国鉄ワフ29000形貨車（こくてつワフ29000がたかしゃ）は、かつて日本国有鉄道（国鉄）に在籍した有蓋緩急貨車である。

## 概要
本形式は、1954年（昭和29年）に日本車輌製造本店で100両（ワフ29000 - ワフ29099）が製造された、7t積二軸有蓋緩急車である。
太平洋戦争後、国鉄では車掌車としてヨ3500形が製造されていたが、地方線区では牽引定数の関係から有蓋緩急車が求められておりその要求に応える形で製造されたのが本形式である。ワフ25000形の流れをくむ貨物室重視の設計であるが、車掌の執務環境改善のため、荷重を同形式の8tから1t減らし、車掌室を拡大した。そのため、ヨ3500形とは異なり車掌室に出入台が設置されておらず、車掌室の妻面中央部に窓1枚、側面には窓2枚と乗務員用の開き戸が設けられている。また、側窓にはユニットサッシュの考え方が取り入れられている。車掌室の屋根上にはガーランド型通風器が1個設けられている。
車体は鋼製（内装は木造）で、台枠ともども溶接組み立てとなっている。貨物室には幅1,400mmの鋼製片引戸が1か所（片側）に設けられている。走り装置の軸ばね吊り受けは（一段）リンク式で、最高運転速度は65km/h、車軸は12t長軸である。荷室の寸法は、長さ4,300mm、幅2,250mm、高さ2,200mm、床面積9.7m2、容積21.3m3である。全長は7,850mm、全幅は2,480mm、全高は3,710mm、軸距は4,200mm、自重は9.7tで、車軸位置は貨物室側にオフセットしてあり、車掌室側のオーバーハングは1,650mm、貨物室側のオーバーハングは1,200mm（いずれも端梁までの長さ）である。
しかしながら、車掌室の執務環境が悪いため、ワフ25000形の近代化改造によるワフ35000形化改造が終了した1966年（昭和41年）、本形式の近代化改造が実施され、全100両がワフ29500形に準じた出入台付きの車体に一新された。これにより、貨物室を縮小して5t積みとし、その分車掌室を拡大して電灯装置とストーブを取り付けた。この改造により、貨物室の長さは3,040mm、床面積は6.8m2、容積は15.0m3、自重は10.5tとなった。同時に走り装置も二段リンク式に改造して、最高運転速度は75km/hに向上した。なお、この改造に伴う改番は実施されていない。
本形式は、他の有蓋緩急車とともに全国で使用されたが、1985年3月14日のダイヤ改正で貨物列車への車掌車連結が廃止されたのにともなって用途を失い、1986年（昭和61年）までに全車廃車となった。
廃車後、ワフ29041が長らく宇都宮貨物ターミナル駅構内に放置されていたが、2011年（平成23年）に若桜線SL遺産保存会が購入し、鳥取県八頭郡八頭町の船岡竹林公園に保存されている。